# 劊樂小丑
《劊樂小丑》（英語：Terrifier）是一部2016年美國砍殺電影，由達米安·里安執導兼編劇，珍娜·卡奈兒、薩曼莎·史卡菲迪、大衛·霍華·松頓和凱瑟琳·柯爾蔻蘭（Catherine Corcoran）主演。松頓扮演兇殘的小丑亞特，在萬聖夜對三名女子（卡內爾、史卡菲迪與柯爾蔻蘭飾演）展開獵殺。小丑亞特先前曾在里安的2009年同名短片以及2013年多段式電影《駭靈夜》中登場；本片也使用上了短片中的鏡頭。
本片於2016年10月15日在特柳賴德恐怖影展上舉行全球首映，2018年3月15日在美國有限上映。續集《劊樂小丑2》在2022年推出。

## 劇情
脫口秀主持人莫妮卡·布朗採訪了一位嚴重毀容的女性，她是萬聖夜大屠殺的唯一倖存者。布朗提到兇手的屍體「小丑亞特」，從停屍房消失，代表兇手疑似還活著。然而，毀容的女人堅稱自己目睹了對方的死。錄影結束後，莫妮卡侮辱女人的容貌，隨後女人攻擊莫妮卡並挖出了眼睛。
萬聖節之夜，塔拉和黛溫這對朋友參加完萬聖節派對後準備開車回家，塔拉堅持不讓醉醺醺的黛溫駕駛，同時發現遠處有一個小丑裝的陌生男人。小丑亞特跟著她們到一家披薩店，令塔拉感到不適。過了一會，老闆發現亞特把自己的糞便塗滿了廁所的牆壁而生氣地將對方趕出店裡。塔拉和黛溫發現車子的一顆輪胎被劃破，於是致電給塔拉的妹妹薇琪來接應。等待期間，塔拉要求除蟲工人邁克進入一間廢棄公寓中上廁所。一進去，塔拉遇到了一個奇怪的貓夫人（此指年老單身婦女），對方將一個洋娃娃當成自己的嬰兒。亞特回到披薩店殺死並肢解了老闆和一名員工，隨後又回到車上綁架黛溫。
塔拉很快在公寓樓內遇到了亞特，被對方追到了車庫並遭手術刀刺傷。她嘗試提醒邁克，但亞特迷昏了她。塔拉被綁在椅子上醒來後，亞特拉開眼前的布簾，顯示黛溫被倒吊，並在塔拉面前用手鋸將黛溫鋸成兩半。塔拉逃脫並反抗，但亞特拔出手槍將她射殺。貓夫人目睹了這一幕，懇求邁克報警。邁克將她當成瘋子，但隨後亞特用鐵鎚打暈了他。貓夫人發現亞特抱走了自己的「嬰兒」，懇求對方還來；她嘗試透過擁抱來表達對亞特的母愛。
薇琪開車來接姊姊及其朋友，但被亞特用手機簡訊引誘到地下室，被黛溫的屍體嚇壞。薇琪誤將亞特當成受傷的塔拉，並發現了遭重創的貓夫人；亞特戴著貓夫人的頭皮和乳房追著薇琪。邁克的同事前來找他，但被亞特斬首。薇琪趁機逃脫，但發現塔拉的屍體時陷入悲傷，亞特利用一條綁著剪刀的九尾鞭襲擊她，但邁克突然出現打昏亞特。兩人逃跑並撥打911求救，但亞特殺死了邁克。薇琪躲進車庫，亞特則開著一輛皮卡衝進門並重創對方。當薇琪無助躺地時，亞特開始吃她的臉。此時，警察趕來，但在警察出手逮捕前，亞特用手槍飲彈自盡。
亞特的屍體連同已故受害者的屍體一起被送往太平間。當法醫解開亞特的屍體袋時，太平間內突然受到神秘力量干擾，亞特復活並殺了法醫。一年後，薇琪康復出院；證明原來她便是一開始接受採訪的毀容女。

## 演員
- 珍娜·卡奈兒（英语：Jenna Kanell）飾演塔拉·海耶斯[8]
- 薩曼莎·史卡菲迪（英语：Samantha Scaffidi）飾演維多莉亞·「薇琪」·海耶斯（英语：Tara Heyes）[9]
- 大衛·霍華·松頓（英语：David Howard Thornton）飾演小丑亞特[9]
- 凱瑟琳·柯爾蔻蘭（Catherine Corcoran）飾演黛溫（Dawn）[9]
- 波雅·莫西尼（Pooya Mohseni）飾演貓夫人（英语：Cat lady）[9]
- 麥特·麥卡利斯特（Matt McAllister）飾演除蟲者邁克（Mike the Exterminator）[9]
- 凱蒂·馬吉爾（Katie Maguire）飾演莫妮卡·布朗（Monica Brown）[9]
- 吉諾·卡法雷利（Gino Cafarelli）飾演史提夫（Steve）[9]
- 艾瑞克·薩莫拉（Erick Zamora）飾演雷蒙（Ramone）[9]
- 希薇亞·沃德（Sylvia Ward）飾演潔西卡（Jessica，未掛名）[9]

## 續集
2019年2月，達米安·里安表示，本作的續集正在製作中，另一部續集的劇本已經撰寫完畢。該片於2019年10月投入製作，由Fuzz on the Lens Productions與Dark Age Cinema聯合製作。該片在拍攝的最後幾天因COVID-19疫情而延期，但最終於2020年9月恢復拍攝，並於2021年完成拍攝。該片於2022年8月29日在英國倫敦的箭頭恐怖影展首映，並於2022年10月6日在美國全國影院上映，2022年11月11日在流媒體平台上發布。
《劊樂小丑2》大獲成功後，宣佈《劊樂小丑3》正在製作中，並於2023年5月宣佈，續集定於2023年11月或12月開始拍攝，2024年底上映。

## 外部連結
- 互联网电影数据库（IMDb）上《劊樂小丑》的资料（英文）
- AllMovie上《劊樂小丑》的资料（英文）
- Metacritic上《劊樂小丑》的資料（英文）
- 爛番茄上《劊樂小丑》的資料（英文）